# سيدني تي وينشتاين
سيدني تي وينشتاين (بالإنجليزية: Sidney T. Weinstein)‏ هو عسكري أمريكي، ولد في 1 نوفمبر 1934 في كامدن في الولايات المتحدة، وتوفي في 24 مايو 2007 في Great Falls, Virginia ‏ في الولايات المتحدة.